# Feliks Jelonek
Feliks Jelonek (ur. 20 listopada 1894 w Ciężkowicach, zm. 3 czerwca 1920 w Zachojsku, powiat borysowski) – podoficer Wojska Polskiego w II Rzeczypospolitej, działacz niepodległościowy, kawaler Orderu Virtuti Militari.

## Życiorys
Urodził się w rodzinie Józefa i Joanny z domu Glimos.
Po ukończeniu szkoły ludowej pracował jako czeladnik kowalski. W latach 1912–1914 był członkiem Związku Strzeleckiego. W dniu 8 sierpnia 1914 roku wstąpił do Legionów Polskich, w których otrzymał przydział do 4 kompanii w I batalionie 3 pułku piechoty. Odznaczył się w dniu 24 stycznia 1915 roku podczas bitwy pod Rafajłową, kiedy to na czele zorganizowanego przez siebie niewielkiego oddziału zajął znajdującą się w rękach nieprzyjaciela leśniczówkę, zdobywając jeńców  i sprzęt wojskowy. Za ten czyn szeregowy Feliks Jelonek odznaczony został Krzyżem Srebrnym Orderu Virtuti Militari. Nadanie to zostało następnie potwierdzone dekretem Wodza Naczelnego marszałka Józefa Piłsudskiego L.13390 z 17 maja 1922 roku (opublikowanym w Dzienniku Personalnym Ministerstwa Spraw Wojskowych Nr 2 z dnia 6 stycznia 1923 roku). W toku swej służby wojskowej przedstawiony był również do odznaczenia Krzyżem Wojskowym Karola. Jako żołnierz 3 pułku piechoty piastował funkcję dowódcy sekcji. Na początku trzeciej dekady stycznia 1918 roku wyznaczono go na stanowisko instruktora w 3 kompanii Batalionu Uzupełniającego Polskiego Korpusu Posiłkowego. Po nieudanej próbie przejścia frontu pod Rarańczą został internowany w Dolinie. Wcielono go wówczas do armii austro-węgierskiej i wysłano na front włoski. Tam został ranny, po czym skierowano go na leczenie na Węgry. Ze służby w c. i k. armii zwolniony został w Krakowie w dniu 20 października 1918 roku .      
Pod koniec 1918 roku wstąpił do odrodzonego Wojska Polskiego i w szeregach 11 kompanii 18 pułku piechoty wziął udział w wojnie polsko-radzieckiej. W toku walk awansował do rangi starszego sierżanta. Zmarł z odniesionych ran w Szpitalu Polowym Nr 301 w Zachojsku koło Borysowa . 
Feliks Jelonek nie zdążył założyć rodziny.
Zarządzeniem prezydenta Rzeczypospolitej Ignacego Mościckiego z dnia 12 maja 1931 roku został, za pracę w dziele odzyskania niepodległości, odznaczony pośmiertnie Krzyżem Niepodległości.

## Ordery i odznaczenia
- Krzyż Srebrny Orderu Wojskowego Virtuti Militari nr 7467 – pośmiertnie, 17 maja 1922[8][9][10] [2]
- Krzyż Niepodległości[d] – pośmiertnie, 12 maja 1931